# Hiunchuli
Hiunchuli (हिउँचुली) est un pic de l'Himalaya dans le centre du Népal. C'est une extension de la montagne Annapurna Sud.

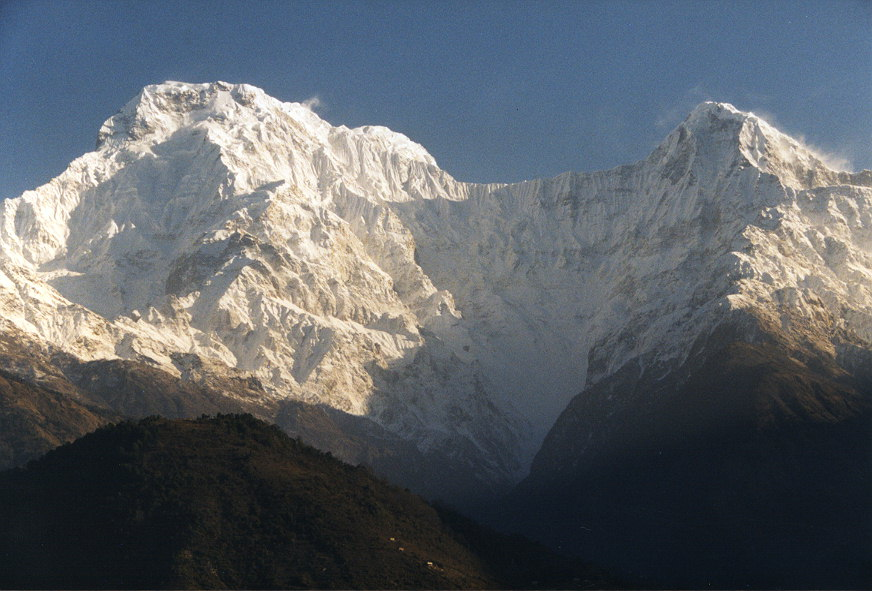
L'Annapurna Sud et le Hiunchuli.

Cette montagne est classée parmi les trekking peaks par la Nepal Mountaineering Association ; elle est cependant considérée comme étant une des plus difficiles à grimper à cause de la difficulté de ses chemins et aussi à cause des dangers de chute de pierres et des séracs. Un permis de grimper auprès de la NMA coûte 350 dollars pour un groupe jusqu'à quatre personnes.